# Oxylapia polli
Oxylapia polli är en fiskart som beskrevs av Kiener och Maugé, 1966. Oxylapia polli ingår i släktet Oxylapia och familjen Cichlidae. IUCN kategoriserar arten globalt som akut hotad. Inga underarter finns listade i Catalogue of Life.